# Emil Küng
Emil Küng (* 20. Juli 1914 in Kaltenbach/Wagenhausen TG; † 11. Januar 1992 in Zürich) war ein Schweizer Wirtschaftswissenschaftler und Hochschullehrer.

## Leben und Wirken
Nach dem Besuch der Kantonsschule Frauenfeld und der Matura dort studierte Emil Küng Wirtschaftswissenschaft und Rechtswissenschaft an den Universitäten Zürich, Rom, Paris, London und Bern. Im Jahre 1939 promovierte er an der Universität Bern. Zunächst arbeitete er anschliessend im Bereich Wirtschaftsforschung an der ETH Zürich. Seine Habilitation erfolgte 1944. 1950 wurde er ausserordentlicher, 1952 ordentlicher Professor für Volkswirtschaftslehre an der Hochschule St. Gallen. Dort lehrte und forschte er bis zu seiner Emeritierung 1981.
In seinen zahlreichen, teilweise umfangreichen wissenschaftlichen Veröffentlichungen beschäftigte sich Küng nicht nur mit Fragen der schweizerischen Wirtschaftspolitik, sondern auch mit der Weltwirtschaftspolitik, den Entwicklungsländern und wirtschaftsethischen Themen. Einige Veröffentlichungen richteten sich an ein breites Publikum.

## Veröffentlichungen (Auswahl)
- Grenzen und Motive der staatlichen Wirtschaftspolitik. Grunau, Bern 1940 (zugleich Dissertation Universität Bern).
- Der Interventionismus. Volkswirtschaftliche Theorie der staatlichen Wirtschaftspolitik. Grunau, Bern 1941.
- Allgemeine Kosten- und Preissenkung? Eine Untersuchung über ihre Zweckmässigkeit als Mittel der Aussenwirtschafts- und Konjunkturpolitik. Fehr, St. Gallen 1946.
- Die Selbstregulierung der Zahlungsbilanz. Eine Untersuchung über die automatischen Methoden des Zahlungsbilanzausgleiches (= St.-Galler wirtschaftswissenschaftliche Forschungen. Bd. 5). Fehr, St. Gallen 1948 (zugleich Habilitationsschrift Hochschule St. Gallen).
- Das allgemeine Abkommen über Zölle und Handel GATT. Polygraphischer Verlag, Zürich 1952.
- Bilateralismus und schweizerische Handelspolitik. Polygraphischer Verlag, Zürich 1953.
- Zahlungsbilanzpolitik (= St.-Galler wirtschaftswissenschaftliche Forschungen. Bd. 15). Mohr, Tübingen 1959.
- Wirtschaftspolitische Gegenwartsfragen (= St.-Galler wirtschaftswissenschaftliche Forschungen. Bd. 18). Polygraphischer Verlag, Zürich 1962.
- Eigentum und Eigentumspolitik (= St.-Galler wirtschaftswissenschaftliche Forschungen. Bd. 23). Polygraphischer Verlag, Zürich 1964.
- Wirtschaft und Gerechtigkeit (= St.-Galler wirtschaftswissenschaftliche Forschungen. Bd. 24). Mohr, Tübingen 1967.
- Arbeit und Freizeit in der nachindustriellen Gesellschaft (= St.-Galler wirtschaftswissenschaftliche Forschungen. Bd. 27). Mohr, Tübingen 1971.
- Wohlstand und Wohlfahrt. Von der Konsumgesellschaft zur Kulturgesellschaft (= St.-Galler wirtschaftswissenschaftliche Forschungen. Bd. 28). Mohr, Tübingen 1972.
- Steuerung und Bremsung des technischen Fortschritts (= St.-Galler wirtschaftswissenschaftliche Forschungen. Bd. 32). Mohr, Tübingen 1976, ISBN 3-16-339161-3.
- Weltwirtschaftspolitik (= St.-Galler wirtschaftswissenschaftliche Forschungen. Bd. 33). Mohr, Tübingen 1978, ISBN 3-16-340481-2.
- Wege und Irrwege in die Zukunft. Möglichkeiten und Grenzen der politischen und gesellschaftlichen Gestaltungsfreiheit. Seewald, Stuttgart 1979, ISBN 3-512-00522-5.
- Erneuerung der Politik (= Staat und Politik. Bd. 25). Haupt, Bern 1980, ISBN 3-258-02930-X.
- Der arme Süden und der reiche Norden. Ein Marshall-Plan für die Dritte Welt? Seewald, Stuttgart 1981, ISBN 3-512-00630-2.
- Entwicklungsländer, Entwicklungsprobleme, Entwicklungspolitik (= St.-Galler wirtschaftswissenschaftliche Forschungen. Bd. 34). Mohr, Tübingen 1993, ISBN 3-16-344623-X.